# Tuilerie du Bois du Roi (Pargny-sur-Saulx)
Pour les articles homonymes, voir Bois du Roi.

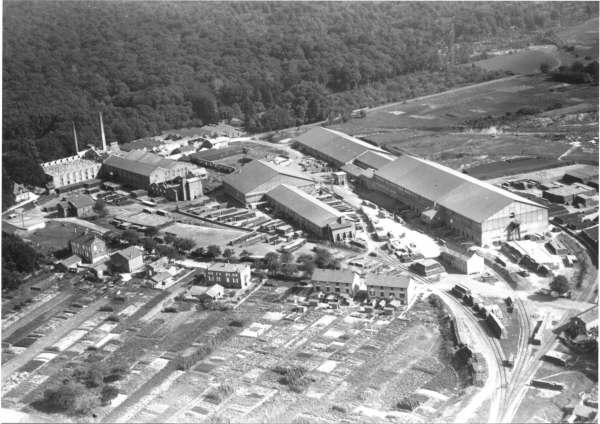
Vue aérienne (date inconnue).

La tuilerie du Bois du Roi est la plus grande tuilerie de Pargny-sur-Saulx, dans l'Est du département français de la Marne. Fondée en [Quand ?], elle se situe au lieu-dit du Bois du Roi. 

## Méthode

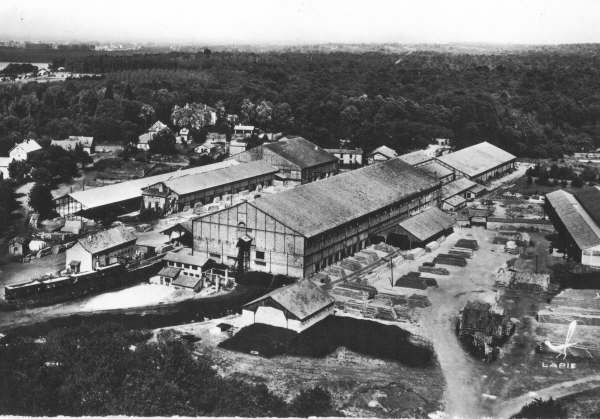
Autre vue (date inconnue).

La fabrication de tuiles se fait aujourd'hui en huit étapes :
- Le mélange de terre, qui se fait avec un broyeur. On ajoute de l'eau puis on transporte la terre sur un tapis roulant jusqu'à la mouleuse.
- Le moulage, qui transforme la terre en galettes molles et maniables à souhait.
- Le pressage, qui donne à la galette la forme de tuile souhaitée.
- Le séchage, qui sert à retirer l'humidité de la galette de terre. Elles sont séchées pendant 18 heures à 80 degrés, ce qui sert à enlever environ 22 % d'humidité
- La cuisson fait durcir les galettes qui deviennent alors des tuiles. Les tuiles cuisent à 1024 degrés en 24 heures.
- Le dépilage consiste à vider les 1152 tuiles du wagon.
- Le triage sert à trouver les tuiles fêlées ou mauvaises et à les écarter du tas. En « sonnant » la tuile avec un tube métallique, on trouve les erreurs dans les tuiles. Les tuiles écartées seront transformées en castille[Quoi ?].
- La palettisation permet de regrouper les tuiles en palettes, qui sont recouvertes par un film plastique puis stockées avant d'être vendues.